# Broome Street
Broome Street (en español: Calle Broome) es una calle de rumbo este-oeste en el bajo Manhattan. Recorre en casi toda su anchura la isla de Manhattan, desde Hudson Street, al oeste, hasta Lewis Street al este, cerca de la entrada del Puente de Williamsburg. La calle se interrumpe en su recorrido por parques, edificios y por la mediana de Allen Street. La calle toma su nombre de John Broome, oriundo de Staten Island, que era un comerciante colonial y un político que llegó a ser Teniente Gobernador del estado de Nueva York.

## Historia
De acuerdo con un mapa de la colección de la Biblioteca Pública de Nueva York, el área alrededor de Broome Street se desarrolló en la primera década de los años 1800 como parte del barrio conocido entonces como New Delaney's Square, aunque esto probablemente sea una errata por "Delancey," toda vez que la familia Delancey fue dueña de esos terrenos durante varias décadas y ya se había empezado a planificar el desarrollo de la zona en los años 1760.
La arquitectura de la calle se distingue por el uso del hierro forjado y la influencia de Griffith Thomas, quien diseñó varios edificios en esa calle incluyendo el Gunther Building. La iglesia de Nuestra Señora de Vilna se erigió en esta calle entre 1910 y 2015.
En los años 1960, a medida que la ciudad pasaba por una renovación urbana masiva y varios proyectos de revitalización, Broome Street se convirtió en la ruta propuesta para la Lower Manhattan Expressway, diseñada por Robert Moses. De haberse llevado a cabo la construcción, la autopista elevada de diez carriles habría reemplazado completamente la calle junto con todos los edificios de su lado norte, muchos de los cuales hoy están catalogados como parte del distrito histórico del hierro forjado. Sin embargo, las protestas contra el proyecto lideradas por Jane Jacobs tuvieron suficiente fuerza para detener el proyecto.